# Recursolândia
Recursolândia este un oraș în Tocantins (TO), Brazilia.